# Йоель Пог'янпало
Йоель Пог'янпало (фін. Joel Pohjanpalo; нар. 13 вересня 1994, Гельсінкі, Фінляндія) — фінський футболіст, нападник національної збірної Фінляндії та італійського клубу «Палермо».

## Клубна кар'єра
Вихованець футбольної школи клубу «ГІК».
У дорослому футболі дебютував 2010 року виступами за команду клубу «Клубі-04», в якій провів один сезон, взявши участь у 21 матчі чемпіонату.
Своєю грою за цю команду привернув увагу представників тренерського штабу клубу «ГІК», до складу якого приєднався 2011 року. Відіграв за команду з Гельсінкі наступні два сезони своєї ігрової кар'єри.
1 вересня 2013 став гравцем німецького «Баєр 04» і одразу ж був орендований до складу «Аалена», за який виступав протягом 2013–2014 років.
2014 на правах оренди приєднався до складу клубу «Фортуна» (Дюссельдорф). У складі клубу провів 2 сезони, після чого повернувся до «Баєра».
У січні 2020 року на правах оренди до кінця сезону приєднався до складу «Гамбурга».
30 вересня 2020 року був орендований берлінським «Уніоном» на сезон 2020–21.
Сезон 2021–22 років на правах оренди провів у турецькому клубі «Чайкур Різеспор».
19 серпня 2022 року Йоель підписав трирічну угоду з італійським клубом «Венеція».
3 лютого 2025 року фін перейшов до команди Серії B «Палермо».

## Виступи за збірні
2011 року дебютував у складі юнацької збірної Фінляндії, взяв участь у 36 іграх на юнацькому рівні.
Протягом 2012–2015 років залучався до складу молодіжної збірної Фінляндії. На молодіжному рівні зіграв у 11 офіційних матчах, забив 2 голи.
2012 року дебютував в офіційних матчах у складі національної збірної Фінляндії.

## Титули й досягнення
- Чемпіон Фінляндії (2):

ГІК: 2011, 2012
- Володар Кубка Фінляндії (1):

ГІК: 2011